# Al-Aziziyya
al-Aziziyya (arabiska العزيزية) är en stad i provinsen Wasit, Irak. Staden är belägen cirka 85 kilometer från Bagdad och 90 kilometer söder om al-Kut.